# 仲建築設計スタジオ
仲建築設計スタジオ（なかけんちくせっけいスタジオ）は、仲俊治・宇野悠里が主宰する日本のアトリエ系建築設計事務所。

## 沿革
2009年 仲俊治が建築設計モノブモン設立。
2012年 建築設計モノブモンを株式会社仲建築設計スタジオに改組。

## 主宰者
仲 俊治（なか としはる）1976年、京都府生まれ。建築家、一級建築士
株式会社仲建築設計スタジオ代表取締役。日本建築学会会員、日本建築家協会会員。
1999年 東京大学工学部建築学科卒業。2001年 東京大学大学院工学系研究科建築学専攻修士課程修了。2001年から08年 山本理顕設計工場で、邑楽町役場庁舎等設計、はこだて未来大学研究棟、福生市庁舎設計・監理などを担当。2009-11年 横浜国立大学大学院Y-GSA設計助手。
2011年から14年 東京都市大学非常勤講師。2013-18年 横浜国立大学非常勤講師。
2014年から18年 明治大学非常勤講師。2015-16年 東京大学非常勤講師。2016-19年 関東学院大学非常勤講師。2017年から19年 首都大学東京非常勤講師。2017年-	法政大学大学院、東京理科大学大学院講師。2017年から グッドデザイン賞審査員。2018年から 法政大学江戸東京研究センター 客員研究員。
宇野 悠里(うの ゆり）1976年 東京都生まれ。建築家、一級建築士。1999年 東京大学工学部建築学科卒業。2001年 東京大学大学院工学系研究科建築学専攻修了。2001年から13年まで 日本設計勤務。市川市立東山魁夷記念館、愛知万博日本政府館、参議院議員会館などを担当。2013年-	株式会社仲建築設計スタジオ入所。

## 作品
- 高架下の小商い空間 MA-TO
- 五本木の集合住宅[6][7][8][9]
- 緑町の集合住宅[10][11]
- 写真家のスタジオ付き住宅[6][10][12]
- おむかいさん・喜望の郷改修（知的障害者支援施設）[13][14]
- 食堂付きアパート[6][15][16]
- 小商いの実験室
- 国立科学博物館ルーフトップテラス
- 小さな経済の住宅群[17][18]
- 深沢の住宅[6][19]
- 白馬の山荘[6][20][21]
- Y-GSA Power Plant Studio
- 音楽家のスタジオ付き住宅（改修）[22]
- 載の家（改修）[6]
- Y-GSA 413号室改修
- W chair
- ｢亀の恩返し｣ライブステージ
- 絢香ライブステージ
- 富山県創業支援施設・UIJターン者等住居(仮称)[23]
- 金沢美術工芸大学[24]
- 西天満プロジェクト
- 洗足池桜山ハウス[25]
- Sプロジェクト
- stairs ステアズ[26]
- 我孫子のグループホーム
- 低層高密集住モデル
- C Project
- 八ヶ岳の山荘
- Moving Green 2010年1月
- 目黒の事務所兼用住宅 2013年5月
- 祐天寺の住宅 2016年1月

## 受賞歴
- Good Design Award[27][28]
- 小嶋賞[29]
- 住まいの環境デザイン・アワード2019グランプリ（五本木の集合住宅）[30][31][32]
- 第31回吉岡賞（食堂付きアパート）
- 日本建築学会新人賞（食堂付きアパート）
- 第16回JIA環境建築賞優秀賞（白馬の山荘）

ほか。

## 著書
- 仲俊治|2つの循環 (現代建築家コンセプト・シリーズ26、LIXIL出版、2019）[33]

共著書
- 『地域社会圏主義』（以上、LIXIL出版）
- 『脱住宅──「小さな経済圏」を設計する』（平凡社）